# Tim Schenken
Timothy Theodore Schenken, mais conhecido como Tim Schenken (Sydney, 26 de setembro de 1943), é um ex-automobilista australiano. Pilotou pela Fórmula 1 por 5 temporadas consecutivas, de 1970 a 1974.

## Tiga Race Cars
No mesmo ano em que encerrou sua participação na Fórmula 1, associou-se ao neozelandês Howden Ganley, outro ex-piloto que também correu na categoria, para formar a equipe Tiga Race Cars. A equipe ingressaria na Fórmula 1 no ano de 1978 conforme o planejado, entretanto não houve investimento. O finlandês Mikko Kozarowitzky seria o condutor do carro da equipe.

## Resultados na Fórmula 1[1]
| Ano  | Equipe                       | Chassis         | Motor                | 1       | 2         | 3        | 4         | 5         | 6         | 7         | 8        | 9         | 10        | 11        | 12        | 13        | 14       | 15        | Pontos | Posição |
| ---- | ---------------------------- | --------------- | -------------------- | ------- | --------- | -------- | --------- | --------- | --------- | --------- | -------- | --------- | --------- | --------- | --------- | --------- | -------- | --------- | ------ | ------- |
| 1970 | Frank Williams Racing Cars   | De Tomaso 505   | Ford Cosworth DFV V8 | RSA     | ESP       | MON      | BEL       | NED       | FRA       | GBR       | GER      | AUT Ret D | ITA Ret D | CAN NC D  | USA Ret D | MEX       |          |           | 0      | NC      |
| 1971 | Motor Racing Developments    | Brabham BT33    | Ford Cosworth DFV V8 | RSA     | ESP 9 G   | MON 10 G | NED Ret G | FRA 12 G  | GBR 12 G  | GER 6 G   | AUT 3 G  | ITA Ret G | CAN Ret G | USA Ret G |           |           |          |           | 5      | 14º     |
| 1972 | Brooke Bond Oxo Team Surtees | Surtees TS9B    | Ford Cosworth DFV V8 | ARG 5 F | RSA Ret F | ESP 8 F  |           |           |           |           |          |           |           |           |           |           |          |           | 2      | 19°     |
| 1972 | Flame Out-Team Surtees       | Surtees TS9B    | Ford Cosworth DFV V8 |         |           |          |           |           | FRA 17 F  | GBR Ret F |          |           |           |           |           |           |          |           | 2      | 19°     |
| 1972 | Team Surtees                 | Surtees TS9B    | Ford Cosworth DFV V8 |         |           |          | MON Ret F | BEL Ret F |           |           | GER 14 F | AUT 11 F  | ITA Ret F | CAN 7 F   |           |           |          |           | 2      | 19°     |
| 1972 | Team Surtees                 | Surtees TS16    | Ford Cosworth DFV V8 |         |           |          |           |           |           |           |          |           |           |           | USA Ret F |           |          |           | 2      | 19°     |
| 1973 | Frank Williams Racing Cars   | Iso Marlboro IR | Ford Cosworth DFV V8 | ARG     | BRA       | RSA      | ESP       | BEL       | MON       | SWE       | FRA      | GBR       | NED       | GER       | AUT       | ITA       | CAN 14 F | USA       | 0      | NC      |
| 1974 | Trojan-Tauranac Racing       | Trojan T103     | Ford Cosworth DFV V8 | ARG     | BRA       | RSA      | ESP 14 F  | BEL 10 F  | MON Ret F | SWE       | NED NQ F | FRA       | GBR Ret   | GER NQ F  | AUT 10 F  | ITA Ret F | CAN      |           | 0      | NC      |
| 1974 | John Player Team Lotus       | Lotus 76        | Ford Cosworth DFV V8 |         |           |          |           |           |           |           |          |           |           |           |           |           |          | USA DSQ G | 0      | NC      |

### Resultados nas 24 Horas de Le Mans[2]
| Ano  | Equipe              | Nº | Co-Pilotos                              | Chassi                         | Pneus | Classe | Voltas | Posição | Posição Na Categoria |
| Ano  | Equipe              | Nº | Co-Pilotos                              | Motor                          | Pneus | Classe | Voltas | Posição | Posição Na Categoria |
| ---- | ------------------- | -- | --------------------------------------- | ------------------------------ | ----- | ------ | ------ | ------- | -------------------- |
| 1970 | Equipe Matra Sports | 30 | Jean-Pierre Jabouille Patrick Depailler | Matra Simca MS660              | G     | P 3.0  | 70     | DNF     | DNF                  |
| 1970 | Equipe Matra Sports | 30 | Jean-Pierre Jabouille Patrick Depailler | Matra 3.0L V12                 | G     | P 3.0  | 70     | DNF     | DNF                  |
| 1973 | SpA Ferrari SEFAC   | 17 | Carlos Reutemann                        | Ferrari 312P/B                 | G     | S 3.0  | 182    | DNF     | DNF                  |
| 1973 | SpA Ferrari SEFAC   | 17 | Carlos Reutemann                        | Ferrari 3.0L F12               | G     | S 3.0  | 182    | DNF     | DNF                  |
| 1975 | Gelo Racing         | 59 | Howden Ganley                           | Porsche 911 Carrera RSR        | G     | GTS    | 106    | DNF     | DNF                  |
| 1975 | Gelo Racing         | 59 | Howden Ganley                           | Porsche 3.0 L F6               | G     | GTS    | 106    | DNF     | DNF                  |
| 1976 | Gelo Racing Team    | 57 | Toine Hezemans                          | Porsche 934                    | G     | GT     | 277    | 16      | 2                    |
| 1976 | Gelo Racing Team    | 57 | Toine Hezemans                          | Porsche 3.0L Turbo F6          | G     | GT     | 277    | 16      | 2                    |
| 1977 | Gelo Racing Team    | 39 | Toine Hezemans Hans Heyer               | Porsche 935                    | G     | Gr 5   | 269    | DNF     | DNF                  |
| 1977 | Gelo Racing Team    | 39 | Toine Hezemans Hans Heyer               | Porsche Type-935 2.9L Turbo F6 | G     | Gr 5   | 269    | DNF     | DNF                  |
| 1977 | Gelo Racing Team    | 38 | Toine Hezemans Hans Heyer               | Porsche 935                    | G     | Gr 5   | 15     | DNF     | DNF                  |
| 1977 | Gelo Racing Team    | 38 | Toine Hezemans Hans Heyer               | Porsche Type-935 2.9L Turbo F6 | G     | Gr 5   | 15     | DNF     | DNF                  |